# Отяково
Отяково (рос. Отяково) — село у Можайському районі Московської області Російської Федерації

## Розташування
Село Отяково входить до складу міського поселення Можайськ, воно розташовано на південь від Можайська. Найближчі населені пункти Красний Балтієць, Ямська, Строїтель, Количево. Найближча залізнична станція Можайськ.

## Населення
Станом на 2006 рік у селі проживало 72 особи, а в 2010 — 105 осіб.